# Liar Liar
Pour l’article homonyme, voir Menteur, menteur.
Singles de Cris Cab
Good Girls (Don't Grow on Trees)
(2012)
Liar Liar est une chanson de Cris Cab sortie le 4 octobre 2013, premier single de l'album Where I Belong, sorti en 2014.

## Classement hebdomadaire
| Classement (2013-2014)                  | Meilleure position |
| --------------------------------------- | ------------------ |
| Autriche (Ö3 Austria Top 40)            | 9                  |
| Belgique (Flandre Ultratop 50 Singles)  | 32                 |
| Belgique (Flandre Ultratop R&B/Hip-Hop) | 32                 |
| Belgique (Wallonie Ultratop 50 Singles) | 22                 |
| Canada (Hot 100)                        | 60                 |
| Croatie (Airplay Radio)                 | 11                 |
| Allemagne (Media Control AG)            | 9                  |
| Danemark (Tracklisten)                  | 40                 |
| Finlande (Suomen virallinen lista)      | 17                 |
| France (SNEP)                           | 5                  |
| Hongrie (Rádiós Top 40)                 | 2                  |
| Hongrie (Single Top 40)                 | 10                 |
| Israël (Media Forest)                   | 1                  |
| Italie (FIMI)                           | 6                  |
| Pays-Bas (Nederlandse Top 40)           | 9                  |
| Pays-Bas (Single Top 100)               | 14                 |
| Pologne (ZPAV)                          | 3                  |
| Tchéquie (IFPI Rádio)                   | 24                 |
| Slovaquie (IFPI Rádio)                  | 8                  |
| Suisse (Schweizer Hitparade)            | 8                  |